# Ivan Jevhenovics Visnevszkij
Ivan Jevhenovics Visnevszkij (ukránul: Іван Євгенович Вишневський; Miroljubikva, 1957. február 21. – Dnyipropetrovszk, 1996. május 11.) szovjet válogatott ukrán labdarúgó.

## Pályafutása

### Klubcsapatban
1984 és 1989 között a Dnyipro Dnyipropetrovszk játékosa volt. 1988-ban csapatával megnyerte a szovjet bajnokságot és a szuperkupát, 1989-ben szovjet kupagyőztes lett.

### A válogatottban
1985 és 1988 között 6 alkalommal szerepelt a szovjet válogatottban. Tagja volt az 1988-as Európa-bajnokságon részt vevő válogatott keretének, de nem lépett pályára.

## Sikerei, díjai

### Játékosként
Dnyipro Dnyipropetrovszk
- Szovjet bajnok (1): 1988
- Szovjet kupa (1): 1988–89
- Szovjet szuperkupa (1): 1988

Fenerbahçe
- v szuperkupa (1): 1990

Szovjetunió
- Európa-bajnoki döntős (1): 1988

## Külső hivatkozások
- Ivan Visnevszkij adatlapja a National-Football-Teams.com oldalon (angolul)

- Ivan Visnevszkij. eu-football.info
- Ivan Visnevszkij (orosz nyelven). rusteam.permian.ru